# Takashi Takabayashi
Takashi Takabayashi (Saitama, 2. kolovoza 1931. – 27. prosinca 2009.) japanski je nogometaš.

## Klupska karijera
Igrao je za Tanabe Pharmaceuticals.

## Reprezentativna karijera
Za japansku reprezentaciju igrao je od 1954. do 1958. godine. Odigrao je 9 utakmica postigavši 2 pogotka.
S japanskom reprezentacijom Takashi Takabayashi je igrao na Olimpijskim igrama 1956.

## Statistika
| Japan  | Japan | Japan |
| Godina | Nast. | Gol.  |
| ------ | ----- | ----- |
| 1954.  | 3     | 2     |
| 1955.  | 5     | 0     |
| 1956.  | 0     | 0     |
| 1957.  | 0     | 0     |
| 1958.  | 1     | 0     |
| Ukupno | 9     | 2     |

## Vanjske poveznice
- National Football Teams
- Japan National Football Team Database